# Krankenhaus Neuwittelsbach
Das Krankenhaus Neuwittelsbach ist eine Fachklinik für Innere Medizin im Münchener Stadtteil Neuhausen-Nymphenburg.

## Geschichte
Vorläufer des Krankenhauses war die Kuranstalt Neuwittelsbach, die 1885 von Geheimrat Rudolf von Hößlin (einem Onkel des Dirigenten und Komponisten Franz von Hoeßlin) gegründet und anschließend über zwei Jahrzehnte hinweg geleitet wurde. Einer der berühmtesten Patienten war der Mediziner und Nobelpreisträger Emil von Behring, der sich von 1907 bis 1910 in der Klinik wegen seiner Depressionen behandeln ließ. 1914 wurde eine Stiftung Trägerin des Krankenhauses, das ab 1932 eine Klinik für innere Krankheiten war und während des Zweiten Weltkriegs größtenteils zerstört wurde. 
Das Ruinengrundstück wurde in der Nachkriegszeit von der Kongregation der Barmherzigen Schwestern vom heiligen Vinzenz von Paul erworben. Die Ordensgemeinschaft beschloss Ende der 1960er Jahre, hier eine Fachklinik für Innere Medizin in eigener Trägerschaft zu erbauten. Diese konnte nach dreijähriger Bauzeit am 19. Mai 1973 eröffnet werden und erhielt dabei erneut den Namen Neuwittelsbach. 
Zwischen 1997 und 1999 erfolgte eine umfangreiche Sanierung, um das Krankenhaus auf den neuesten Stand zu bringen. Zugleich wurde mit der Rheuma-Tagesklinik eine teilstationäre Abteilung eingerichtet und das Gebäude um ein Terrassengeschoss aufgestockt, um die bestehende Raumnot zu lösen. Das Krankenhaus verfügte im Januar 2012 über insgesamt 132 Planbetten.

## Schwerpunkte
Insgesamt behandelt das Krankenhaus das gesamte Spektrum der Inneren Medizin ergänzt durch Maßnahmen physikalischer Therapie bzw. Krankengymnastik, die unter anderem eine Kältekammer für therapeutische Zwecke nutzt. 
Die medizinischen Abteilungen widmen sich insbesondere der Behandlung von Herz-Kreislauf-Erkrankungen (Kardiologie), von Lungen- und Atemwegserkrankungen (Pneumologie) und Allergien, von Magen- und Darmkrankheiten (Gastroenterologie) mit Endoskopie (Magen- und Darmspiegelungen) und von rheumatischen Erkrankungen sowie der Intensivmedizin. Darüber hinaus verfügt das Krankenhaus Neuwittelsbach über ein PET/CT-Gerät im Zentrum für Radiologie und Nuklearmedizin Nymphenburg, das die Vorteile der Computertomographie mit der Positronen-Emissions-Tomographie verbindet. Außerdem ist die internistische Fachklinik mit einem Schlaflabor ausgestattet.

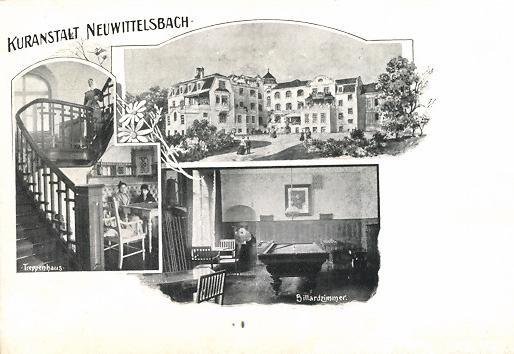
Ansichtskarte der Kuranstalt Neuwittelsbach (1910)
Rudolf von Hößlin, Begründer des Krankenhauses
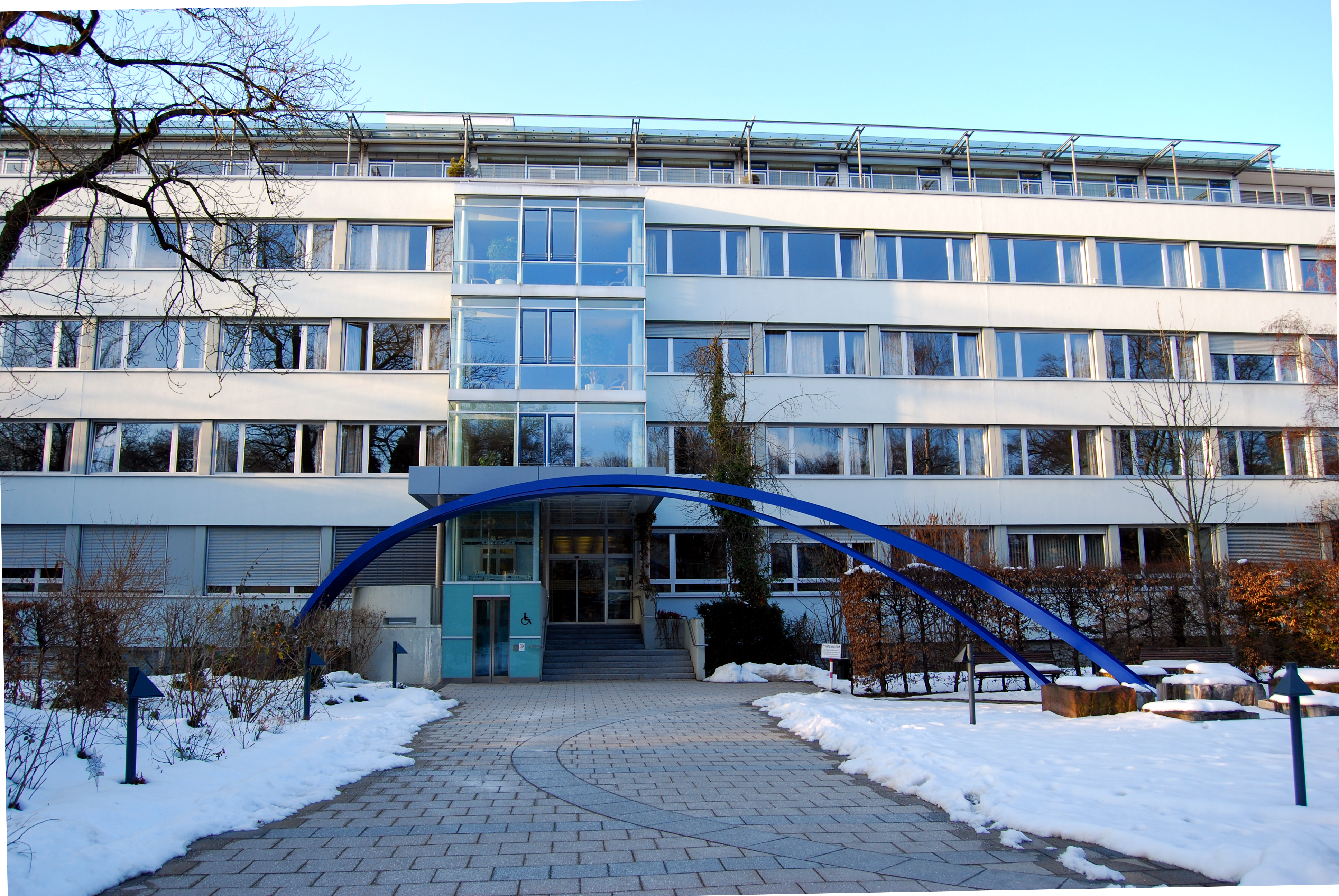
Heutiges Gebäude des Krankenhauses Neuwittelsbach